# IC 1142
IC 1142 ist eine Spiralgalaxie vom Hubble-Typ Scd im Sternbild Schlange nördlich des Himmelsäquators, die schätzungsweise 629 Millionen Lichtjahre von der Milchstraße entfernt ist.
Das Objekt wurde am 27. Juni 1892 von Stéphane Javelle entdeckt.